# Латинска Америка
| Површина         | 21.069.501 ²km                                                                                             |
| Становништво     | 548.500.000                                                                                                |
| Независне државе | 20 |
| Протекторати     | 4 |
| БДП              | $2,26 билиона                                                                                              |
| Језици           | шпански, португалски, француски, креолски, ајмара, наватл, мајански, гварани, италијански, немачки, велшки |
| Временске зоне   | UTC -2:00 (Бразил) до UTC -8:00 (Мексико)                                                                  |
| Највећи градови  | Мексико, Сао Пауло, Буенос Ајрес, Рио де Женеиро, Лима, Богота Сантијаго, Хавана.                          |

Латинска Америка или Латиноамерика, је територијална и социокултурална целина, различита од Хиспаноамерике и Ибероамерике, и која се састоји од америчких земаља, бивших колонија европских земаља у којима се говоре романски језици, то јест, језици који су настали из латинског — шпански, португалски и француски.
Овај термин се обично погрешно примењује на нелатинске земље централне Америке (Белизе), Јужне Америке (Суринам и Гвајана), и Кариба (десетине острва на којима је званичан језик холандски или енглески), само зато што се не налазе у Северној Америци. Из тог разлога, народи Кариба траже право на сопствени културни и геополитички идентитет, и захтевају да се цео регион назове Меридијанска Америка и Кариби.
Сличан феномен се дешава у неким градовима САД са великим хиспанским утицајем, као на пример Лос Анђелес, Мајами или Сан Дијего. Међутим, дискутабилно је да ли чиканоси (chicanos), хиспанофони који чине знатан проценат становништва Калифорније, треба или не треба да се сматрају латиноамеричким народом. С друге стране, све чешће је у оптицају синтагма „латиноамериканизација САД“ (latinoamericanización de Estados Unidos) за обележавање феномена све већег пораста броја становника латиноамеричког порекла, као и све веће присутности латиноамеричке културе и шпанског језика на територији САД која се све више намеће традиционално англосаксонској култури Сједињених Америчких Држава.
С друге стране, Квебек и друге франкофонске зоне Канаде и САД, као Акадија, Луизијана, Сент Пјер и Микелон и друге, обично не спадају у дефиницију Латинске Америке, упркос чињеници да имају значајан број становника који говоре романске језике, зато што те територије нису независне државе или зато што су физички одвојене и удаљене од територије која се подразумева као Латинска Америка. Међутим, Француска Гвајана, Гваделуп и Мартиник се укључују, иако су под протекторатом Француске и нису независне државе.

## Етимологија
Термин Латинска Америка (фр: Amerique Latine) је први пут употребио Наполеон III именујући Латинску Америку и Индокину као експанзионе циљеве Француске за време његове владавине. Иако му је термин помогао да уобличи полагање права на те територије, термин је на крају постао синоним за оне делове Америке у којима се говоре романски језици које су донели пре свега шпански и португалски досељеници, и у мањем обиму, такође и француски, у 15. и 16. веку.
У САД овај термин се није уопште користио до 1890, а до почетка XX века није се користио као заједничка деноминација овог региона. Термин који је до тада био у употреби је био Шпанска Америка (енгл. Spanish America).
Термин Латинска Америка је у ствари настао као еквивалент за израз Латинска Европа и подразумева осећај припадности једној групи који је изнад осећаја припадности нацији или држави. Тај наднационални осећај је изражен у иницијативама и организацијама типа Јужноамеричке Заједнице Народа. Треба имати у виду да се термини латиноамерички, латино, и хиспано разликују међу собом.
С обзиром на све што је до сад речено, понекад се користи термин Ибероамерика у који се укључују све бивше колоније Шпаније и Португала, а према Иберијском полуострву на коме се налазе ове две земље. Организација ибероамеричких земаља иде још даље у дефинисању овог појма, па укључује и Шпанију и Португал међу своје чланице, често називајући ове две земље именом Мајка Домовина (шп: Madre patria) оних земаља Латинске Америке где се говоре шпански и португалски језик.

## Контроверзије око појма Латинске Америке
Иако општеприхваћен од самих народа земаља на које се односи, термин Латинска Америка има и своје противнике, нарочито у домородачким и антирасистичким групама. Те групе квалификују овај термин као термин који обухвата само белу расу региона (еуроцентризам), пошто Индијанци и црнци, иако према традиционалној дефиницији речи, јесу Латиноамериканци, ипак нису латино порекла, а у случају Индијанаца, чак не говоре сви шпански, португалски или француски, језике који леже у корену саме речи Латинска Америка.
Да би се удовољило овим групама, данас се користе друге речи, као Хемисфера (шп. Hemisferio), или Западна хемисфера (шп. Hemisferio Occidental), или множина, Америке (шп. Las Américas). Неки сматрају да су та имена измислили Американци (САД) како би могли да присвоје термин Америка. Има неких који критикују употребу речи Америке, јер сматрају да је континент само један и да због тога не би требало да се користи множина. Такође се критикује и реч хемисфера јер може да се односи на било који део света, као и западна хемисфера, термин који по некима, расплињује сам амерички идентитет.
Осим тога, нелатински народи и нације Кариба сматрају да нису обухваћени ни термином Латинска Америка, јер нису латино порекла, а термин Америка се не односи на њих, јер не припадају ни једној од три Америке (Северна, Централна и Јужна), и зато траже да се географској подели америчког континента додају географски термини Кариби и Карипска Америка.
Извесна контроверза је пратила кроз историју и дан данас прати и сам термин Америка. Симон Боливар је желео да назове цео регион 'Колумбија у част Кристифору Колумбу. Према мишљењу „Ослободиоца“, Колумбо је пре заслужио да се континент назове по њему, а не по Америгу Веспучију.
У колонијално доба, користио се и термин Западна Индија, јер је Колумбо мислио да је стигао у Индију. Други ранији називи су били Меридионалска Америка (шп. América Meridional) и Америка Поднева (шп. América del Mediodía).

## Политичка подела земаља Латинске Америке
У Латинску Америку спадају 20 независних држава и четири протектората две земље - Француске, и САД.
| Независне земље | Независне земље                                                                                       | Француски протекторати                    | Протекторати САД |
| --- | --- | ----------------------------------------- | ---------------- |
| - Аргентина - Боливија - Бразил - Чиле - Колумбија - Костарика - Куба - Доминиканска Република - Еквадор - Салвадор | - Гватемала - Хаити - Хондурас - Мексико - Никарагва - Панама - Парагвај - Перу - Уругвај - Венецуела | - Француска Гвајана - Гваделуп - Мартиник | - Порторико      |

## Привреда Латинске Америке
Земље Латинске Америке се удружују у различите трговачке блокове:
- Мексико је чланица Северноамеричког споразума о слободној трговини (ен: NAFTA - North American Free Trade Agreement), заједно са САД и Канадом.
- Аргентина, Бразил, Парагвај, Уругвај и Венецуела су чланице Заједничког јужног тржишта (шп: Mercado Común del Sur), са Чилеом, Боливијом, Перуом и Колумбијом као придруженим чланицама.
- Боливија, Колумбија, Еквадор и Перу су удружене у Андско удружење народа (шп: Comunidad Andina de Naciones).
- Чиле, Перу и Мексико су чланице Азијско-пацифичке економске кооперације (шп: APEC - Cooperación Económica Asia-Pacífico).
- Мексико, Колумбија и Венецуела су биле чланице Групе 3 (Г-3), до повлачења Венецуеле из групе 22. маја 2006.
- Гватемала, Хондурас и Салвадор формирају Троугао централноамеричког севера (шп: Triángulo del Norte Centroamericano), блок који такође има уговор о слободној трговини са Мексиком и САД.
- Гватемала, Салвадор, Хондурас, Никарагва и Доминиканска Република имају важећи уговор о слободној трговини са САД, којем се још увек није придружила Костарика јер се чека на ратификацију истог од стране костариканског Конгреса.
- Куба, Боливија, Венецуела, Никарагва, Еквадор, Доминика, Антигва и Барбуда, Сент Винсент и Гренадини и Света Луција чине групу Боливарска алтернатива за Латинску Америку и Карибе Суринам у поступку пријема у организацију. (шп: ALBA - Alternativa Bolivariana para América Latina y el Caribe).

Такође постоји више блокова на континенталном нивоу:
- Латиноамеричка асоцијација слободне трговине (шп: ALALC - Asociación Latinoamericana de Libre Comercio) (1960-1980)
- Латиноамеричка асоцијација интеграције (шп: ALADI - Asociación Latinoamericana de Integración), наследница ALALC-a.
- Економски систем Латинске Америке и Кариба (шп: SELA - Sistema Económico Latinoamericano y del Caribe)

## Становништво Латинске Америке
Становништво Латинске Америке је велика мешавина расних и етничких група. Састав варира од земље до земље; у некима доминира расно мешано становништво, неке имају високи проценат становништва домородачког порекла, у некима доминира становништво европског порекла, а у некима афричког порекла. У већини латиноамеричких земаља постоје азијатске мањине.
Латинска Америка има расно и етнички веома разнолико становништво, у коме преовлађују европски, домородачки и афрички корени, или њихова мешавина.
У само три земље Латинске Америке већину становништва чине Амерички Индијанци: У Боливији и Гватемали они чине 50% становништва земље, а у Перуу их има нешто мање од 50%. У осталим земљама, већина људи која вуче порекло од Америчких Индијанаца је у ствари мешавина више етничких и расних групација.
Од XVI века велики број колониста са Иберијског полуострва се населило у јужном делу америчког континента. Португалци су одлазили у Бразил, а Шпанци у остале делове региона. Дошло је до интензивног мешања раса између Европљана и домородаца (углавном после 1800. године), и њихови потомци, познати као местици (шп: mestizos) чине већину становништва у многим земљама Латинске Америке, као на пример, Мексико, Колумбија, Еквадор, Салвадор, Хондурас, Никарагва, Панама и Венецуела.
Крајем XVI века, у Латинску Америку стиже велики број афричких робова од којих је велика већина послата на Карибе и у Бразил. Данас становништво афричког порекла чини већину становништва у скоро свим карипским земљама. Многи од афричких робова су се помешали са Европљанима и њихови потомци, мулати, чине већину становништва у неким земљама као на пример, Доминиканска Република и Куба, или чине значајан проценат становништва неких земаља као на пример, Бразил, Колумбија, Венецуела и Белизе.
Такође је било мешања између Африканаца и Америчких Индијанаца, и њихови потомци, познати као замбос (шп: zambos) могу се наћи углавном у Венецуели и Колумбији. Многе земље овог региона такође имају становнике који потичу од све три расе, европске, америндијанске и афричке, и најбројнији су у Доминиканској Републици, Порторику, Венецуели и Бразилу.
Велики број европских имиграната у Латинску Америку стигао је у касном XIX и раном XX веку. Настанили су се углавном у Аргентини, Чиле, Бразилу и Уругвају. Најбројније групе су биле Италијани, Шпанци, Португалци, Немци и Ирци. Данас, потомци ових имиграната и шпанских и португалских колонијалних досељеника чине око 90% беле популације. Било је и других европских народа који су у великом броју емигрирали из Европе у Америку, као на пример, Пољаци, Руси, Украјинци, Французи, Хрвати и европски Јевреји. Више од две трећине укупног броја белог становништва Латинске Америке живи у зони Јужне Америке у коју спадају Аргентина, Чиле, Уругвај и јужни Бразил.
У том истом периоду дошло је и до велике емиграције становништва са Средњег истока и из Азије у Америку, од којих су најбројнији били Индијци, Либанци, Сиријци и у скорије време, Корејци, Кинези и Јапанци (углавном у Бразил).
у касном XIX веку велики број емиграната из Сједињених Америчких Држава, углавном из бивших држава Конфедерације, доселио се у Латинску Америку. Већина њих је отишла у Бразил, а мањи број у остале латиноамеричке државе.

## Језици Латинске Америке
Као што само име каже, главни језици Латинске Америке су језици који потичу из латинског - шпански, португалски и француски - али, то нису и једини језици који се говоре на овој културнополитичкој територији.
Преовладава шпански језик који се говори у већини земаља Латинске Америке. Португалски се говори углавном у Бразилу, где је уједно и званичан и национални језик. Француски се говори у мањим земљама, на Карибима и у Француској Гвајани. Холандски је званичан језик на неколико карипских оства, и у Суринаму на континенту, међутим, пошто холандски припада групи германских језика, ове територије се не сматрају делом Латинске Америке.
Неколико нација, нарочито на Карибима, имају своје посебне креолске језике, као на пример, Хаити, на ком је креолски језик у ствари мешавина француског и афричких језика, са примесама шпанског и индијанских језика. Креолски језици који се говоре у Латинској Америци су настали од европских језика и разних афричких језика.
Амерички домородачки језици се говоре у многим латиноамеричким земљама као што су Перу, Гватемала, Боливија, Парагвај, и у нешто мањем обиму Мексико, Еквадор и Чиле. У осталим земљама, број говорника индијанских језика је мали или уопште не постоје.
У Перуу, кечуа је поред шпанског, такође званичан језик, као и други домородачки језици у оним областима у којима су доминантни. У Боливији се говоре ајмара, кечуа и гварани и такође имају статус званичног језика заједно са шпанским. Гварани је, уз шпански, такође званичан језик у Парагвају, и говори га већина становништва који су углавном „местици“ и двојезични. У Еквадору, иако је кечуа Уставом признат као званичан језик домородаца, говори га само мали број људи у региону Сијера. Колумбија, иако има мање од 1% становништва који говоре домородачке језике, признаје као званичне све домородачке језике који се говоре на њеној територији. Наватл је само један од 62 домородачка језика који се говоре на тлу Мексика, и сви су званично признати као „национални језици“, заједно са шпанским.
Од европских језика у Латинској Америци (осим шпанског, португалског и француског) такође се говоре и: италијански у Бразилу, Аргентини, Уругвају и у нешто мањем обиму, Венецуели; немачки у јужном Бразилу, Аргентини и два села у јужном Чилеу у којима се говори само немачки, и још једно у Венецуели. Такође се говори велшки у јужној Аргентини.

## Религија Латинске Америке
Најзаступљенија религија у Латинској Америци је католицизам, али има и оних који практикују протестантизам, пантекостал, евангелизам, мормонизам, будизам, хебрејизам, ислам, хиндуизам, као и локалне разноврсне афро-латиноамеричке традиције, као што су сантерија, макумба и вуду.

## Историја Латинске Америке

### Пре Колумба
Сматра се да су први људи на амерички континент дошли из Азије, преко Беринговог земљоуза, сада Беринговог мореуза пре више од 10.000 година. Током времена, раширили су се по целој територији континента. До краја првог миленијума нове ере, Јужна Америка са својим непрегледним кишним шумама, планинама, долинама и обалама била је дом десетина милиона људи. Неке групе су прекинуле с номадским животом, као на пример, народи Чибча или Муиска (шп: Chibcha или Muísca) у Колумбији, Кечуа (шп: Quechua) у Перуу и Ајмара (шп: Aymaras) у Боливији, који су били уједно и прве три индијанске групе које су формирале сталне насеобине.
Регион је постао дом за многе домородачке народе и напредне цивилизације, укључујући цивилизације Астека, Толтека, Маја и Инка. Златно доба цивилизације Маја је започело негде око 250. године, а касније су се појавиле и цивилизације Астека и Инка које су доживеле врхунац у XIV (Астеци) и XV (Инке) веку.

### Колонијални период
Са доласком Европљана, након Колумбовог путовања, домородачке цивилизације су почеле да опадају, да би на крају биле потпуно уништене. Ернан Кортес је уништио астечко племство уз помоћ локалних противника Астека, а Франсиско Пизаро је елиминисао владавину Инка у југозападној Америци. Европске силе, углавном Шпанија и Португал, колонизовале су овај регион. Године 1493. цела Јужна Америка била је подељена између Шпаније и Португала. До краја XVI века, Европљани су окупирали велики део Централне и Јужне Америке. Европска култура и владавина заједно са римокатоличком црквом су се наметнуле на новом континенту и постале главна економска и политичка сила као и званична религија ове области.
Многе болести које су донели Европљани, као мале богиње и заушке, збрисале су велики део домородачког становништва. Историчари не могу да одреде с тачношћу број Индијанаца који су умрли од европских болести, али цифре се крећу између 20% и 80%. Због недостатка писаних извора, веома је тешко утврдити тачан број. Они који су преживели болести, врло брзо су били подвргнути робовском третману у рудницима и на плантажама. Брак између европских дошљака и домородаца је био дозвољен тако да до краја колонијалног периода, људи мешовитог порекла (местици) чинили су већину становништва у неколико колонија.

### Ослобођење од колонијализма
До краја XVIII века, шпанска и португалска моћ је ослабила и друге европске силе су преузеле премоћ од којих су се највише истицале Британија и Француска. Незадовољство је расло у колонијама због рестрикција које је наметала шпанска влада, као и доминације Шпанаца рођених у Шпанији у односу на институције и становништво укључујући креоле (шп: criollos). шпанског порекла. Наполеонова инвазија на Шпанију 1808. године је обележила прекретницу у историји Латинске Америке, и охрабриле су креоле да формирају удружења (Хунте) које би се залагале за независност. Стицање независности Хаитија, друге најстарије независне нације у Новом Свету после САД, само је допринело јачању покрета за независност, и инспирисало њихове лидере, као што су били Симон Боливар и Хосе Сан Мартин. С друге стране, те независне државе су такође потпомогле покрет за независност у Латинској Америци снабдевајући устанике оружјем и муницијом. Веома брзо ће доћи до првих сукоба између Хунти и шпанске власти, у којима су у почетку креоли односили победе, као на пример, отац Мигел Идалго у Мексику, или Франсиско Миранда у Венецуели. Под вођством Симона Боливара, Хосеа Сан Мартина и других вођа, покрет за независност је ојачао и до 1825. године, све шпанске колоније у Латинској Америци, осим Порторика и Кубе, извојевале су независност. Бразил је постигао независност са конституционалном монархијом успостављеном 1822. године.

## Латиноамеричка култура

### Утицаји
Богата мешавина латиноамеричког културног израза је производ мешавине разноврсних утицаја, који се могу свести на три главна извора инспирације:
- Домородачке културе народа који су настањивали континент пре доласка Европљана.
- Европске културе, углавном шпанске, португалске и француске. Овај утицај је видљив у многим регионалним уметничким изразима и традицијама, укључујући сликарство, књижевност и музику, као и области политике и науке. Најукорењенији колонијални утицај се огледа у језику. Италијански и британски утицај такође су били од велике важности.
- Афричке културе, која је чинила део дуге историје робовласништва у Новом Свету. Народи са афричким коренима су извршили утицај на етно-пејзаже Латинске Америке и Кариба. Овај утицај се пре свега огледа у музици и плесу. Румба, мамбо, самба, салса, меренге, кумбија, бомба, плена и кандобе су само неки од плесова који имају корене у афричкој култури.

### Латиноамеричко сликарство
Латиноамеричко сликарство има корене у барокним стиловима које су донели Шпанци, Португалци и Французи а који су следили италијанске узоре. Евроцентризам у уметности, углавном је почео да бледи почетком 20. века, како су Латиноамериканци почели да спознају и да цене сопствене специфичности и специфичности свог континента.
Од раног XX века, уметност у Латинској Америци је била доста инспирисана конструктивистичким покретом. Конструктивистички покрет је зачет у Русији око 1913. године и његов творац је Владимир Татљин. Сматра се да су га у Латинску Америку донели Хоакин Торес Гарсија и Мануел Рендон.
Мурализам је други важан ликовни покрет у Латинској Америци који је зачет у Мексику. Најзначајнији представници овог покрета су Дијего Ривера, Давид Алфаро Сикеиро, Хосе Клементе Ороско и Руфино Тамајо. Нека од најимпресивнијих дела муралистичког покрета налазе се у Мексику, Њујорку, Сан Франциску, Лос Анђелесу и Филаделфији.
Међутим, мексичка сликарка Фрида Кало је ипак најпознатији латиноамерички уметник. Сликала је призоре из свог живота и из мексичке културе. Стил који је примењивала био је комбинација реализма, симболизма и надреализма.

### Латиноамеричка књижевност
Латиноамеричка књижевност је је веома специфична и препознатљива по свом стилу и језику. Први трагови латиноамеричке књижевности се огледају у дневницима које су писали конкистадори и католички свештеници. Иако првобитно под утицајем европске и северноамеричке књижевности, латиноамеричка књижевност такође тражи инспирацију како у сопственој аутохтоној и преколумбовској култури, традицији и коренима тако и у новијој историји и савременом животу. Веома је битан осврт на политичке теме и ангажовани роман у коме се критикују многобројне војне диктатуре које су се смењивале у свим латиноамеричким државама током друге половине XX века.
Добитници Нобелове награде за књижевност:
- Габријела Мистрал (1945) - Чиле
- Мигел Анхел Астуријас (1967) - Гватемала
- Пабло Неруда (1971) - Чиле
- Габријел Гарсија Маркес (1982) -Колумбија
- Октавио Паз (1990) - Мексико

Још неки истакнути латиноамерички књижевници:
- Хорхе Луис Борхес (Аргентина)
- Хулио Кортасар (Аргентина)
- Ернесто Сабато (Аргентина)
- Хосе Ернандез (Аргентина)
- Хуан Рулфо (Мексико)
- Карлос Фуентес (Мексико)
- Мачадо де Асис (Бразил)
- Жозе де Аленкар (Бразил)
- Марио Варгас Љоса (Перу)
- Хосе Карлос Маријатеги (Перу)
- Агусто Роа Бастос (Парагвај)
- Исабел Аљенде (Чиле)
- Хорацио Кирога (Уругвај)
- Едуардо Галеано (Уругвај)

и многи други.

### Латиноамеричка музика и плесови
Једна од главних карактеристика латиноамеричке музике је разноликост - од живих ритмова Централне Америке и Кариба, до тугаљивих тонова на крајњем југу Јужне Америке. Још једна карактеристика латиноамеричке музике је оригиналан спој различитих стилова који су стигли са свих крајева света, од првих европских утицаја шпанског барока до афричких ритмова.
Карипски ритмови, као салса, меренге, баћата, и најновији ритам који се скоро појавио - регетон - потичу из земаља као што су Куба, Панама, Порторико и Доминиканска Република. Ови музички стилови настали су под веома јаким утицајем афричких племенских ритмова и мелодија. Хаићанска компа је синтеза афричких племенских ритмова и модерних звукова.
Други познати музички жанрови Латинске Америке су аргентински и уругвајски танго, колумбијске кумбија и ваљенато, мексичка ранчера, чилеанска куека, перуански тондеро и маринера, уругвајски кандомбе, централноамеричка пунта, зоук са Француских Антила, као и разни музички стилови преколумбијских традиција које се могу чути широм Анда. У Бразилу, самба, северноамерички џез и класична европска музика и хор дали су изврсну комбинацију која је резултовала у новом ритму — босанова. У последње време, хаићанска компа постаје све популарнија.
Композитор класичне музике, Еитор Виља-Лобос (1887-1959) снимао је традиционалну народну музику своје домовине, Бразила, које су извршиле велики утицај на његова класична дела. (20) Такође је вредан помена Кубанац Лео Броувер, као и гитариста Антонио Лауро из Венецуеле, и Агустин Бариос из Парагваја.
Главни допринос у музици дошао је кроз фолклор, где латиноамерички и карипски дух долази до пуног изражаја. У том смислу, треба поменути уметнике као што су Има Сумак, Атауалпа Јупанки, Виолета Пара, Виктор Хара, Мерцедес Соса, Хорхе Негрете, Каетано Велосо итд.
У ритмове који су данас веома популарни у Латинској Америци, убрајају се и латински поп, као и разне врсте рока.
Деведесетих година двадесетог века, регетон, ритам у ком долази до необичне фузије јамајканског регеа и денс хол музике са латиноамеричким ритмовима бомба и плена и хип хопа, постаје веома популаран, упркос контроверзама везаним за речи, плес (перео) и музичке спотове. Постао је веома популаран међу оним популацијама под утицајем „мигрантске културе“ - становништво латино порекла у САД (јужна Флорида и Њујорк), као и делови Латинске Америке где је привремена емиграција у САД веома уобичајена, као на пример, Гватемала или делови Мексика.

### Латиноамеричка кинематографија
Латиноамеричка кинематографија је богата и разноврсна. Напоменућемо само неке.
Мексичка кинематографија је направила своје прве кораке још у доба немог филма. То су били углавном документарци. Двадесетих година прошлог века, у доба Мексичке револуције, снимани су углавном филмови који су документовали догађаје из револуције. Панчо Виља је делимично финансирао своје снаге тако што су северноамерички редитељи снимали његове битке, и није био једини који је имао филмску екипу за собом - многе друге вође Мексичке револуције су имале редитеље из САД који су их верно у стопу пратили и бележили догађаје на целулоидну траку. Четрдесетих година прошлог века мексички филм доживљава велики процват. Тај период се назива још и Златно доба мексичког филма, доба у којем је филмска индустрија Мексика могла да се мери са тадашњим Холивудом. Постоје два типа филма - филмови који су имали за циљ забаву и огледали су се у два жанра - комедија и мелодрама, и филмови са социјалним темама - урбане мелодраме чије су се радње обично дешавале у сиромашним четвртима великих градова. Најпознатији редитељ тог доба је Луис Буњуел. Педесетих година мексичка кинематографија је ушла у трку за популарност са Холивудом, да би се шездесетих свела на породичне драме са лошим сценаријима и мјузикле који су обично служили као подлога за промоцију рок певача. Седамдесетих година, мексичка кинематографија је дотакла дно. Политичка репресија је довела до аутоцензуре и чак и када би се и појавио неки филм у независној продукцији, био би одмах цензурисан и забрањен. Осамдесетих година постаје популаран акциони филм, да би деведесетих година 20. века доживео свој препород што се огледа у обради различитих, веома деликатних теми, од експлицитно еротских филмова (Задатак; шп. La tarea), до филмова који преиспитују скорашње политичке догађаје, као што је на пример масакр студената на тргу Тлателолко 1968. године (Црвена зора; шп. Rojo Amanecer), или реедитовање филмова који су некада били забрањени или цензурисани. Неки од познатијих мексичких филмова су: Као вода за чоколаду (шп. Como agua para chocolate; 1993), Пасји живот (шп. Amores perros; 2000), Злочин оца Амара (шп. El crimen del padre Amaro; 2002) Вавилон (шп. Babel; 2006). Неки од светски познатих глумаца су Гаел Гарсија Бернал и Салма Хајек, а од редитеља, Алфонсо Кварон, Алехандро Гонзалез Ињариту и Гиљермо дел Торо.
Аргентинска кинематографија 
Аргентина је била једна од првих земаља на свету у којој је седма уметност начинила своје прве кораке. У првим филмовима, као и свугде, прво се експериментисало са документарцима, да би касније редитељи тражили инспирацију у аргентинској историји и књижевности. Године 1931. се приказује први звучни филм, а 1933. већ почињу да се оснивају први филмски студији. Четрдесетих година аргентинска кинематографија пролази кроз кризу захваљујући наглом развоју Холивуда. Педесетих година почиње да се опоравља. Појављују се први аргентински филмови на фестивалима. Осамдесете године су године пост-диктатуре (1976—1983) када се снимају филмови који углавном обрађују репресију, тајанствене нестанке стотине хиљада људи и тортуре режима, као на пример, Званична верзија (шп. La historia oficial) из 1985. која је освојила Оскара и Златни глобус у категорији за најбољи страни филм. Деведесетих година настаје нови аргентински филм (шп. nuevo cine argentino), који се карактерише независном продукцијом и великим заокретом аргентинске кинематографије, потпуно другачије од дотадашњег традиционалног курса аргентинског филма. Поменућемо неке: Девет краљица (шп. Nueve reinas; 2000), Ниси ти, ја сам (шп. No sos vos soy yo; 2004), Изгубљени загрљај (шп. El abrazo partido 2004); Бомбон) (шп. Bombon (El perro); 2005).
Бразилска кинематографија
Бразилска кинематографија је своје прве кораке направила тридесетих година 20. века. Врхунац је доживела шездесетих, и декаденцију седамдесетих. Данас бразилска кинематографија поново узима залет и доживљава препород са покретом новог филма (порт: cinema novo), у коме доминирају критички и интелектуални сценарији, јасна фотографија и снимци тропског пејзажа, уз обавезну политичку поруку на крају филма. Неки од филмова су добили награде и признања у Европи и САД. Вредни су помена Централна станица Бразила (порт: Central do Brasil; 1999) и Божји град (порт: Cidade de Deus; 2003).